# Gran Hermano (Pacyfik)
Gran Hermano – wersja Big Brothera. Państwa, które pokazywały Gran Hermano del Pacífico, to Ekwador, Chile i Peru. Stacje telewizyjne, które pokazywały program to Telesistema (Ekwador), RedTV (Chile), ATV (Peru). Prowadzącym był Álvaro García. Dom Wielkiego Brata mieści się w Bogocie w Kolumbii.

## 1 edycja
1 edycja Big Brothera w regionie Pacyfiku wystartowała 11 czerwca 2005, a zakończyła się 24 września 2005 (106 dni).
Uczestnicy
- Juan Sebastián López  Ekwador – (zwycięzca)[1]
- Leito  Peru – 2. miejsce[1]
- Romina  Chile – 3. miejsce[1]
- Gabriela  Ekwador – 4. miejsce
- Jaren  Peru – 5. miejsce
- Jessica  Ekwador – 6. miejsce
- Teobaldo  Chile – 7. miejsce
- Gianmarco  Peru – 8. miejsce
- Kattya  Ekwador – 9. miejsce
- Augusto  Peru – 10. miejsce
- Katia  Chile – 11. miejsce
- Liana  Chile – 12. miejsce
- Viviana  Peru – 13. miejsce
- José-Luis  Ekwador – 14. miejsce
- Bertha  Peru – 15. miejsce
- Claudio  Chile – 16. miejsce
- Pamela  Chile – 17. miejsce
- Roberto  Ekwador – 18. miejsce

### Tabela nominacyjna
|                | 2                  | 3                | 4               | 5               | 6                   | 7                   | 8                   | 9                    | 10                  | 11                 | 12              | 13                 | 14                  | 14                 | FINAŁ 15           | FINAŁ 15           |
| Sekret         | 2                  | 3                | 4               | 5               | 6                   | 7                   | 8                   | 9                    | 10                  | 11                 | 12              | 13                 | Eksmitowani         |                    | FINAŁ 15           | FINAŁ 15           |
| -------------- | ------------------ | ---------------- | --------------- | --------------- | ------------------- | ------------------- | ------------------- | -------------------- | ------------------- | ------------------ | --------------- | ------------------ | ------------------- | ------------------ | ------------------ | ------------------ |
| Juan-Sebastián | Claudio, Leito     | Claudio, Leito   | Claudio, Leito  | Bertha, Romina  | José, Leito         | Leito, Romina       | Leito, Liliana      | Gabriela, Gianmarco  | Jessica, Leito      | Jessica, Leito     | Augusto, Kattya | Nie było nominacji | Niekwalifikujący    | Nie było nominacji | Nie było nominacji | Zwycięzca50 000$   |
| Leito          | Claudio, Gianmarco | Juan, Pamela     | Juan, Teobaldo  | Juan, Teobaldo  | Juan, Toebaldo      | Gianmarco, Juan     | Juan, Liliana       | Gabriela, Leito      | Juan, Teobaldo      | Juan, Teobaldo     | Juan, Romina    | Nie było nominacji | Niekwalifikujący    | Nie było nominacji | Nie było nominacji | 2. miejsce20 000$  |
| Romina         | Jessica, Leito     | Bertha, Gabriela | Bertha, Juan    | Bertha, Romina  | Juan, Viviana       | Gianmarco, Juan     | Gianmarco, Juan     | Gianmarco, Gianmarco | Gabriela, Leito     | Gebriela, Leito    | Augusto, Kattya | Nie było nominacji | W tajemnym ogrodzie | Nie było nominacji | Nie było nominacji | 3. miejsce 10 000$ |
| Gabriela       | Bertha, Pamela     | Bertha, Pamela   | José, Leito     | Bertha, Romina  | José, Leito         | Juan, Leito         | Jarén, Liliana      | Jarén, Teobaldo      | Jarén, Romina       | Jarén, Romina      | Augusto, Kattya | Nie było nominacji | Niekwalifikująca    | Nie było nominacji | Nie było nominacji | 106 dzień          |
| Jarén          | Claudio, Pamela    | Jessica, Pamela  | Juan, Teobaldo  | Juan, Teobaldo  | Gianmarco, Teobaldo | Gianmarco, Juan     | Gianmarco, Teobaldo | Juan, Teobaldo       | Gabriela, Teobaldo  | Gabriela, Teobaldo | 78 dzień        | 78 dzień           | Niekwalifikujący    | Nie było nominacji | Nie było nominacji | 106 dzień          |
| Teobaldo       | Leito, Roberto     | Gabriela, Leito  | Jessica, Leito  | Bertha, José    | José, Leito         | Gabriela, Gianmarco | Gabriela, Gianmarco | Jarén, Jarén         | Jarén, Jessica      | 71 dzień           | 71 dzień        | 71 dzień           | Niekwalifikujący    | Nie było nominacji | 99 dzień           | 99 dzień           |
| Gianmarco      | Leito, Roberto     | José, Pamela     | José, Leito     | Bertha, José    | José, Viviana       | Leito, Romina       | Leito, Liliana      | Jarén, Leito         | 64 dzień            | 64 dzień           | 64 dzień        | 64 dzień           | Niekwalifikujący    | Nie było nominacji | 99 dzień           | 99 dzień           |
| Jessica        | Claudio, Leito     | Claudio, Jarén   | Claudio, Leito  | Bertha, José    | José, Leito         | Juan, Viviana       | Gianmarco, Liliana  | Gianmarco, Juan      | Jarén, Toebaldo     | Jarén, Teobaldo    | Augusto, Kattya | Nie było nominacji | W tajemnym ogrodzie | 99 dzień           | 99 dzień           | 99 dzień           |
| Kattya         | Doszła 57 dnia     | Doszła 57 dnia   | Doszła 57 dnia  | Doszła 57 dnia  | Doszła 57 dnia      | Doszła 57 dnia      | Doszła 57 dnia      | W tajemnym ogrodzie  | W tajemnym ogrodzie | Jarén, Jessica     | Leito, Romina   | Nie było nominacji | 92 dzień            | 92 dzień           | 92 dzień           | 92 dzień           |
| Augusto        | Doszedł 57 dnia    | Doszedł 57 dnia  | Doszedł 57 dnia | Doszedł 57 dnia | Doszedł 57 dnia     | Doszedł 57 dnia     | Doszedł 57 dnia     | W tajemnym ogrodzie  | W tajemnym ogrodzie | Jarén, Jessica     | Kattya, Romina  | 85 dzień           | 85 dzień            | 85 dzień           | 85 dzień           | 85 dzień           |
| Katia          | Doszła 57 dnia     | Doszła 57 dnia   | Doszła 57 dnia  | Doszła 57 dnia  | Doszła 57 dnia      | Doszła 57 dnia      | Doszła 57 dnia      | W tajemnym ogrodzie  | 82 dzień            | 82 dzień           | 82 dzień        | 82 dzień           | 82 dzień            | 82 dzień           | 82 dzień           | 82 dzień           |
| Liliana        | Gabriela, Leito    | José, Leito      | José, Leito     | Bertha, Juan    | Jessica, Viviana    | Gabriela, Gianmarco | Juan, Leito         | 57 dzień             | 57 dzień            | 57 dzień           | 57 dzień        | 57 dzień           | 57 dzień            | 57 dzień           | 57 dzień           | 57 dzień           |
| Viviana        | José, Pamela       | Juan, Pamela     | Juan, Liliana   | Bertha, Juan    | Gianmarco, José     | Gianmarco, Romina   | 50 dzień            | 50 dzień             | 50 dzień            | 50 dzień           | 50 dzień        | 50 dzień           | 50 dzień            | 50 dzień           | 50 dzień           | 50 dzień           |
| José-Luis      | Leito, Romina      | Gabriela, Leito  | Claudio, Leito  | Bertha, Juan    | Toebaldo, Viviana   | 43 dzień            | 43 dzień            | 43 dzień             | 43 dzień            | 43 dzień           | 43 dzień        | 43 dzień           | 43 dzień            | 43 dzień           | 43 dzień           | 43 dzień           |
| Bertha         | Claudio, Roberto   | Juan, Pamela     | Juan, Teobaldo  | Juan, Teobaldo  | 36 dzień            | 36 dzień            | 36 dzień            | 36 dzień             | 36 dzień            | 36 dzień           | 36 dzień        | 36 dzień           | 36 dzień            | 36 dzień           | 36 dzień           | 36 dzień           |
| Claudio        | José, Leito        | José, Leito      | Jessica, Leito  | 29 dzień        | 29 dzień            | 29 dzień            | 29 dzień            | 29 dzień             | 29 dzień            | 29 dzień           | 29 dzień        | 29 dzień           | 29 dzień            | 29 dzień           | 29 dzień           | 29 dzień           |
| Pamela         | Roberto, Viviana   | Jessica, Leito   | 22 dzień        | 22 dzień        | 22 dzień            | 22 dzień            | 22 dzień            | 22 dzień             | 22 dzień            | 22 dzień           | 22 dzień        | 22 dzień           | 22 dzień            | 22 dzień           | 22 dzień           | 22 dzień           |
| Roberto        | José, Leito        | 15 dzień         | 15 dzień        | 15 dzień        | 15 dzień            | 15 dzień            | 15 dzień            | 15 dzień             | 15 dzień            | 15 dzień           | 15 dzień        | 15 dzień           | 15 dzień            | 15 dzień           | 15 dzień           | 15 dzień           |
|                |                    |                  |                 |                 |                     |                     |                     |                      |                     |                    |                 |                    |                     |                    |                    |                    |